# Kruid (keuken)

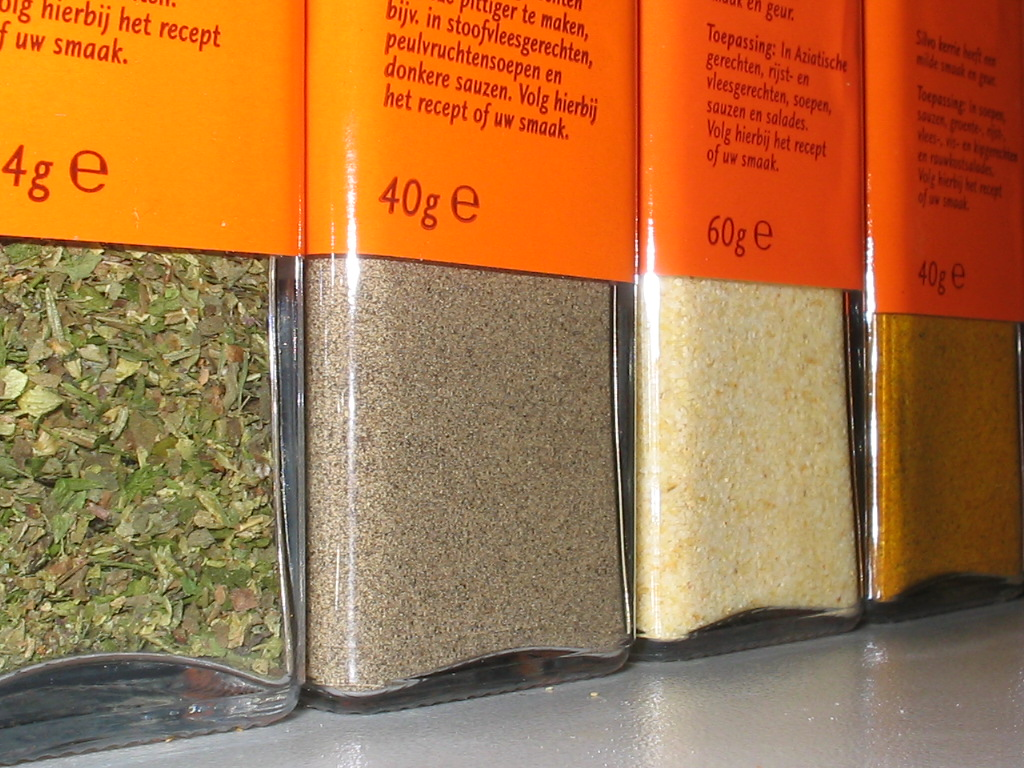
Kruidenrekje met kruiden

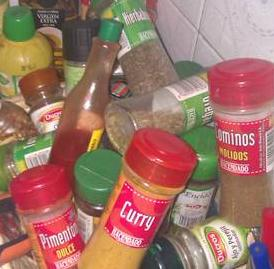
'Kruidenrek' dat dagelijks gebruikt wordt

Kruiden komen over het algemeen uit landen met een gematigd klimaat en bestaan voornamelijk uit bladeren en stengels van groene planten, die gebruikt kunnen worden om de geur en smaak van gerechten te verbeteren. Specerijen hebben eenzelfde functie, maar komen vaak uit landen met een subtropisch of tropisch klimaat en kunnen uit andere plantendelen bestaan als bloemknoppen, peulen, bast of wortels.
Keukenkruiden en specerijen zijn hieronder in de tabel bij elkaar geplaatst.

## Specerijen en kruiden
- A: Absintalsem, ajowan, ajuin, alant, alsem, amandel, angelica, anijs
- B: Basilicum, bernagie, bevernel, bieslook, bonenkruid, bijvoet, bulbine
- C: Cayennepeper, chilipoeder en chilipepers, Chinese bieslook, citroen, citroenblad, citroengras, citroenkruid, citroenmelisse, citroenverbena, colakruid, Ceylon kaneel
- D: Daslook, djahe, dille, djeroek poeroet, djintan of djinten, dragon, dropnetel, duivelsdrek
- E: Engelwortel
- F: Fenegriek, foelie
- G: Geelwortel, gember, Galangawortel
- H: Hop, hysop, Habanero chilipeper
- I: IJzerhard
- J: (Gewone) Jeneverbes
- K: Kalmoes, kamille, kaneel, (zwarte) kardemom, karwij, kassia, kerrieblad, kervel, ketoembar, knoflook, koenjit, (zwarte) komijn, komkommerkruid, koriander, kruidnagel, kruizemunt, kurkuma
- L: Lange peper, laserkruid, laos, laurier, lavas of lavaselder, lavendel, lepelblad, Lievevrouwebedstro
- M: Maanzaad, maggikruid, majoraan/marjolein, melisse, mierikswortel, mosterd, munt, mosterdzaad
- N: Nootmuskaat, nigella, nigelle
- O: Oregano, orleaanboom, olijvenkruid
- P: Paardenbloem, papaver, palingkruid, papeda, paprika, peper, pepermunt, peterselie, piment, pomerans, pimpernel
- R: Rozemarijn, rumex
- S: Saffraan, salie, sassafras, selderij of selderie, sesam, Sint-Janskruid, smeerwortel, sojasaus, steranijs, stevia, sumak, szechuanpeper
- T: Tamarinde, tijm
- U: Ui
- V: Valeriaan, vanille, venkelzaad
- W: Wijnruit, worstkruid, wortelpeterselie, wasabi, witte peper
- Z: Zoethoutwortel, zuring, zwarte komijn of nigella, zwarte peper

## Mengsels
In streken waar veel kruiden gebruikt worden, wordt vaak niet enkel gebruikgemaakt van specifieke kruiden, maar ook van vooraf gemaakte kruidenmengsels. Deze verschillen van saté-, vis-, vleeskruiden in de zin dat ze voor allerlei voedingsmiddelen gebruikt worden.
- Almdudler
- Cajun kruiden
- Garam Masala
- Ras el Hanout
- Chinees 5 kruidenpoeder
- Kerrie/Curry
- Kipkruiden
- Bouquet garni
- Provençaalse kruiden
- Rommelkruid
- Fines herbes
- Speculaaskruiden
- Spekkoekkruiden
- Vadouvan
- Satékruiden
- Viskruiden

## Andere smaakgevers
- Smaakversterker